# Geen tijd (Bokoesam & Broederliefde)
Geen tijd is een lied van de Nederlandse rapper Bokoesam en de Nederlandse rapformatie Broederliefde. Het werd in 2021 als single uitgebracht.

## Achtergrond
Geen tijd is geschreven door Emerson Akachar, Javiensly Dams, Jean Samuel Seka, Jerzy Miquel Rocha Livramento, Melvin Silberie, Samuel Sekyere en Siemaa en geproduceerd door Siemaa. Het is een nummer uit het genre nederhop met effecten uit de dancehall en trap. In het lied rappen en zingen de artiesten over een relatie met een vrouw die kinderen met de liedverteller zou willen hebben, maar waarover de liedverteller zegt "geen tijd" daarvoor te hebben. Hij wil liever andere leuke dingen doen. Op Geen tijd is het de eerste en anno 2023 de enige keer dat Bokoesam en Broederliefde met elkaar samenwerken. 

## Hitnoteringen
De artiesten hadden bescheiden succes met het lied in de hitlijsten van Nederland. Het stond op de 76e plaats van de Nederlandse Single Top 100 in de enige week dat het in deze hitlijst te vinden was. De Top 40 en haar Tipparade werden niet bereikt. 